# Albert Hochheim
Gustav Günther Albert Hochheim (* 9. März 1816 in Rohnstedt; † 7. November 1880 ebenda) war ein deutscher Landwirt, Bürgermeister und Politiker.

## Leben
Hochheim war der Sohn des Anspänners und Schultheißen Gottlieb Christoph Hochheim und dessen Ehefrau Johanna Marie Magdalene geborene Laue, der Tochter des Greußener Fleischhauers Bernhard Friedrich Laue. Er war evangelisch-lutherisch und heiratete am 22. August 1852 in Rohnstedt Güntherine Friederike Sophie Schilling (* 28. September 1828 in Sondershausen; † 11. November 1906 in Rohnstedt), der Tochter des Schmiedemeisters Johann Heinrich Benjamin Schilling.
Hochheim lebte als Anspänner in Rohnstedt. Dort war er von 1841 bis zu seinem Ausscheiden auf eigenen Wunsch wegen Krankheit am  12. März 1860 Bürgermeister. Am 27. März 1860 wurde er zum Landrichter ernannt. 1857 wurde er mit der Fürstlichen Ehrenmedaille ausgezeichnet.
Er vertrat politisch konservative Positionen und war ein Gegner des Märzministeriums unter Friedrich Chop und Parteigänger von Albert von Holleuffer. Vom 1. März 1866 bis zum 13. Oktober 1879 war er Mitglied des Bezirksausschusses des 3. Verwaltungsbezirks (Greußen). Vom 29. Dezember 1851 bis zum 23. Mai 1853, vom 4. Juni 1857 bis zum 31. Dezember 1859 und erneut vom 1. Januar 1872 bis zum 31. Dezember 1875 war er Abgeordneter im Landtag des Fürstentums Schwarzburg-Sondershausen.